# Красный Виноградарь
Кра́сный Виногра́дарь (рум. и молд. Crasnîi Vinogradari) — село в центральной части Дубоссарского районa Приднестровской Молдавской Республики.

## История
Село было основано в 1927 году немецкими колонистами под названием Фогель. Немцы сажают первые плантации виноградников, строят первые дома (ул. Мичурина).
Название «Красный Виноградарь» село получило 1933 году. В 1962 были построены первые двухэтажные дома. В 1973 году было построено новое (нынешнее) здание Госадминистрации села, школа и детский сад. В 1984 строится новый детский сад, в 1987 — новая школа.

## Административное деление
На территории Госадминистраций села Красный Виноградарь имеются 5 населённых пунктов:
- Красный Виноградарь
- Афанасьевка
- Калиновка
- Новая Лунга
- Новая Александровка

## Население
В Красном Виноградаре проживают в равных пропорциях молдаване, украинцы и русские.

## Социальный сектор
В Красном Виноградаре действуют один дом культуры, он же является клубом для проведения дискотек и других мероприятий. Также действует русско-молдавская неполная средняя школа, и детский сад «Колобок».
В честь 70-летия Великой Победы 17.04.2015 в селе была высажена Аллея ветеранов и 09.05.2015 открыт Парк Победы с действующим современным фонтаном с подсветкой.В 2018-2019 гг обновили полотно центральной улицы на бетонное покрытие.Заасфальтированы тротуары на центральных улицах

## События
В конце 2006 года было закончено строительство газопровода Дубоссары-Красный Виноградарь.На 2019 г село практически полностью газифицировано
- ПРЕЗИДЕНТ ПМР ПОЗНАКОМИЛСЯ С ГАЗИФИКАЦИЕЙ РЕСПУБЛИКИ В РАЙОНАХ (недоступная ссылка — история).

## Красный Виноградарь на карте
- [maps.vlasenko.net/map1k-2006/map1k-2006-238-tiraspol.jpg Красный Виноградарь на топографической карте]
- [maps.vlasenko.net/satellite/ua-space-10mpp/l-35-035s.jpg Красный Виноградарь на снимке со спутника]
- Красный Виноградарь на снимке со спутника Google